# گایوس سزار
گایوس سزار (انگلیسی: Gaius Caesar؛ ۲۰ پیش از میلاد – ۲۱ فوریه ۴ میلادی [۲۳ سال]) نوه و وارث تاج‌وتخت امپراتور روم آگوستوس در کنار برادر کوچکترش لوسیوس سزار بود. اگرچه او از مارکوس ویپسانیوس آگریپا و ژولیا، تنها دختر آگوستوس، زاده شد، گایوس و برادر کوچکترش، لوسیوس سزار، توسط پدربزرگشان به عنوان پسرخوانده‌های او و وارثان مشترک امپراتوری بزرگ شدند. 